# Monts-de-Randon
Monts-de-Randon – gmina we Francji, w regionie Oksytania, w departamencie Lozère. W 2013 roku liczba ludności wynosiła 1327 mieszkańców. 
Gmina została utworzona 1 stycznia 2019 roku z połączenia pięciu ówczesnych gmin: Estables, Rieutort-de-Randon, Saint-Amans, Servières oraz La Villedieu. Siedzibą gminy została miejscowość Rieutort-de-Randon. 